# Valentin de Boulogne

Soldați jucând cărți și zaruri (Trișorii), c. 1618–1620, de Valentin de Boulogne.

Valentin de Boulogne (n. 3 ianuarie 1591, Coulommiers⁠(d), Île-de-France, Franța – d. 19 august 1632, Roma, Statele Papale), numit uneori Le Valentin, a fost un pictor francez în stil tenebrist.

## Origini
Valentin s-a născut în Coulommiers, Franța, unde a fost botezat în parohia Saint-Denys la 3 ianuarie 1591, făcând din 1590 anul probabil de naștere. Numele de familie, scris și Boullogne și Boulongne, pare să provină din Boulogne-sur-Mer, un oraș din nordul Franței din colonia Pas-de-Calais, deși familia locuia la Coulommiers cel puțin din 1489. Tatăl său, pe care îl chema și Valentin, și unchiul său, Jean, erau amândoi pictori.

## În Italia

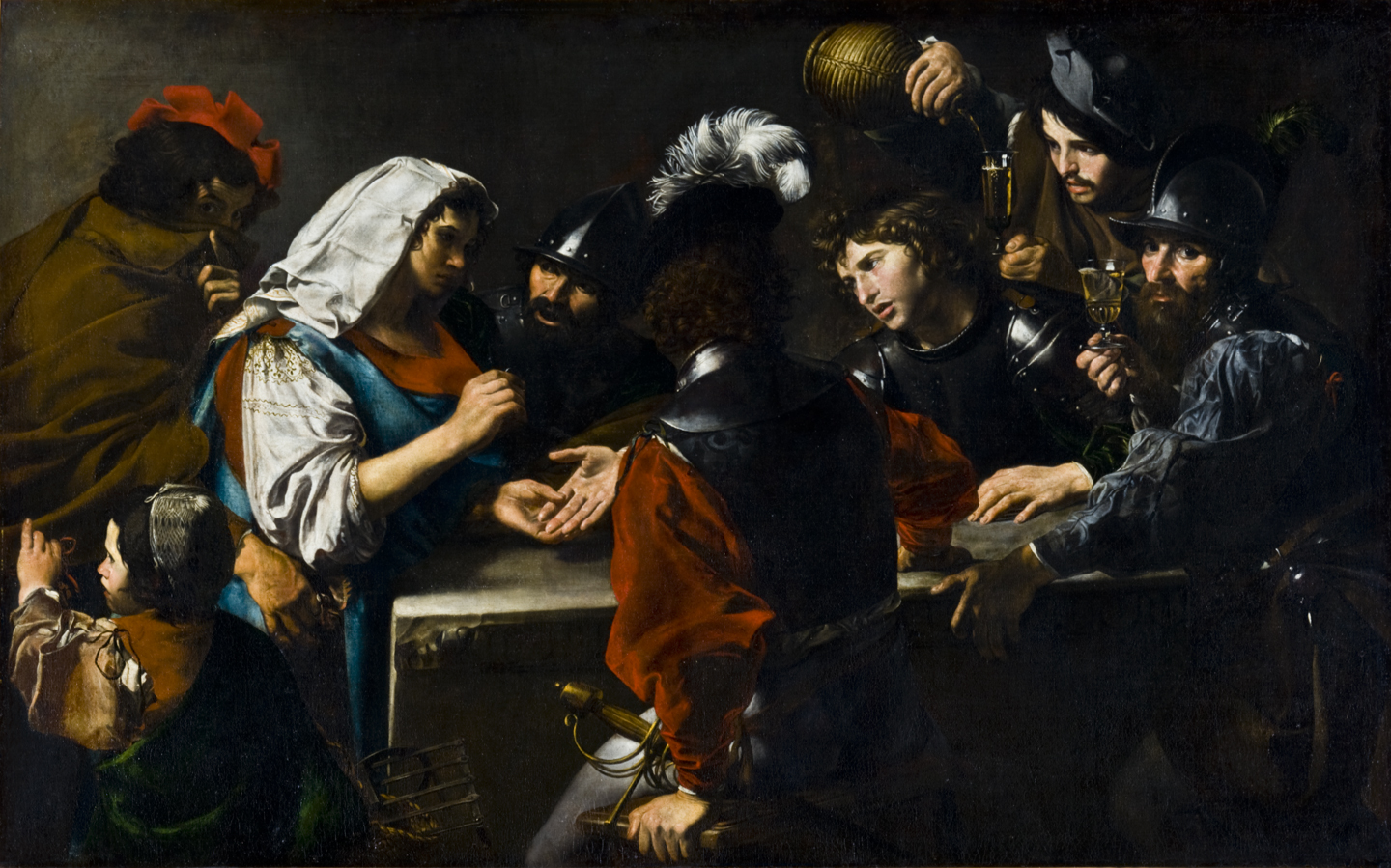
Ghicitoarea și soldații

Se poate presupune că Valentin ar fi început să picteze în atelierul tatălui său înainte de a se muta la Paris sau Fontainebleau și înainte de a pleca în Italia. Valentin este consemnat în Italia în stati d'anime pentru 1620, când locuia în parohia Santa Maria del Popolo.
În timp ce studia în Italia sub îndrumarea lui Simon Vouet, Valentin a intrat sub influența lui Michelangelo Merisi da Caravaggio și Bartolomeo Manfredi. S-a alăturat Bentvueghels, un grup neoficial de artiști expatriați, în mare parte flamand, și i s-a dat porecla grupului de „innamorato”, fără îndoială, cu referire la propriul său nume.

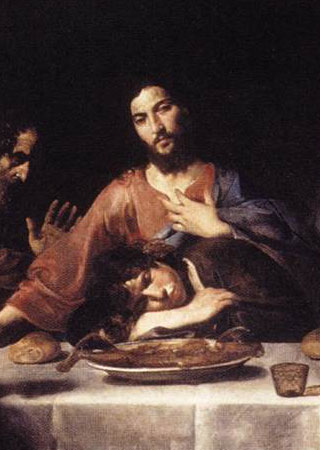
Apostolul Ioan și Isus la Ultima cină (detaliu), 1625–1626

Caravaggio a folosit un stil îndrăzneț, naturalist, care a subliniat umanitatea comună a apostolilor și martirilor, a flatat aspirațiile Bisericii Contrareformei, în timp ce clarobscurul său viu a sporit atât tridimensionalitatea, cât și dramatismul, evocând în același timp misterul credinței. Caravaggio „a urmat o agendă militant realistă, respingând atât manierismul, cât și naturalismul clasicizant”" și în primii 30 de ani ai secolului al XVII-lea ambițiile sale naturaliste și procedurile artistice revoluționare au atras o mulțime de adepți din toată Europa.
Manfredi, de asemenea un pictor italian, era cunoscut în toată Italia și nu numai ca cel mai apropiat adept al lui Caravaggio. În pânzele luminate dramatic din perioada sa ulterioară, Manfredi a adoptat o temă comună din Caravaggio - scena tavernei care prezintă oameni obișnuiți, chiar și subiecte religioase, ale căror figuri sunt înfățișate aproape de suprafața tabloului pentru a implica privitorul în acțiune.
În timp ce Caravaggio și Manfredi au influențat stilul și temele care au devenit comune în opera lui Valentin, acesta a studiat și sub îndrumarea lui Simon Vouet, considerat un pictor francez de frunte de către contemporani. Cele mai vechi lucrări ale lui Vouet prezintă influența lui Caravaggio și desfășoară contraste dramatice de lumină cu o paletă restrânsă de negru, maro și alb.
Valentin a avut succes cu un tip de compoziție inventat de Caravaggio în care ghicitorii, băutorii sau cartoforii sunt grupați în jurul unei mese. Însuși Valentin era pasionat de gălăgie și de vinuri fine. Aproximativ 75 dintre lucrările sale au supraviețuit. Geniul lui Valentin se arată în subtilitatea expresiei psihologice și a interacțiunii dintre personajele sale, precum și în rafinamentul și finețea tehnicii sale de pictură.
Tabloul lui Valentin Ghicitoarea și soldații înfățișează un grup de tineri soldați, dintre care unul este hipnotizat de ghicitorul care îi citește palma. În spatele țiganului, o siluetă umbră se uită la privitor cu degetul la buze într-un gest conspirativ în timp ce îi fură geanta ghicitoarei din buzunar. În același timp, hoțul este furat la rândul său de un copil mic.
Printre elevii lui Valentin au fost Pierre de Francqueville și Nicolas Tournier.

## Decesul
Se spune că Valentin de Boulogne a murit după ce s-a scăldat în apele reci înghețate ale Fontanei del Tritone din Piazza Barberini, după ce a băut prea mult.